# Neumer

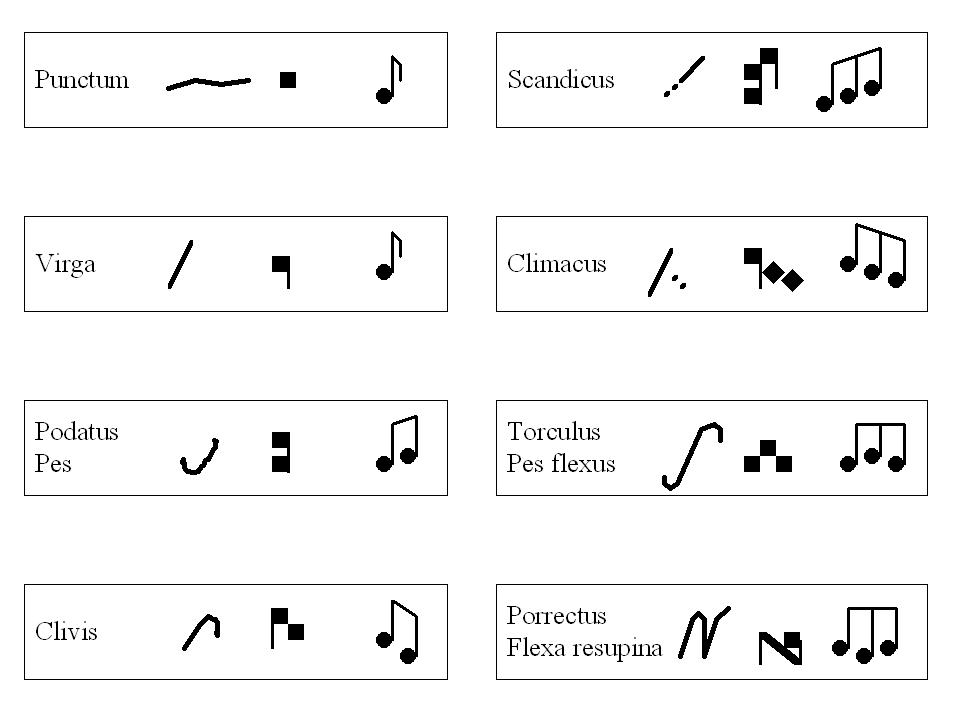
Exempel på neumer

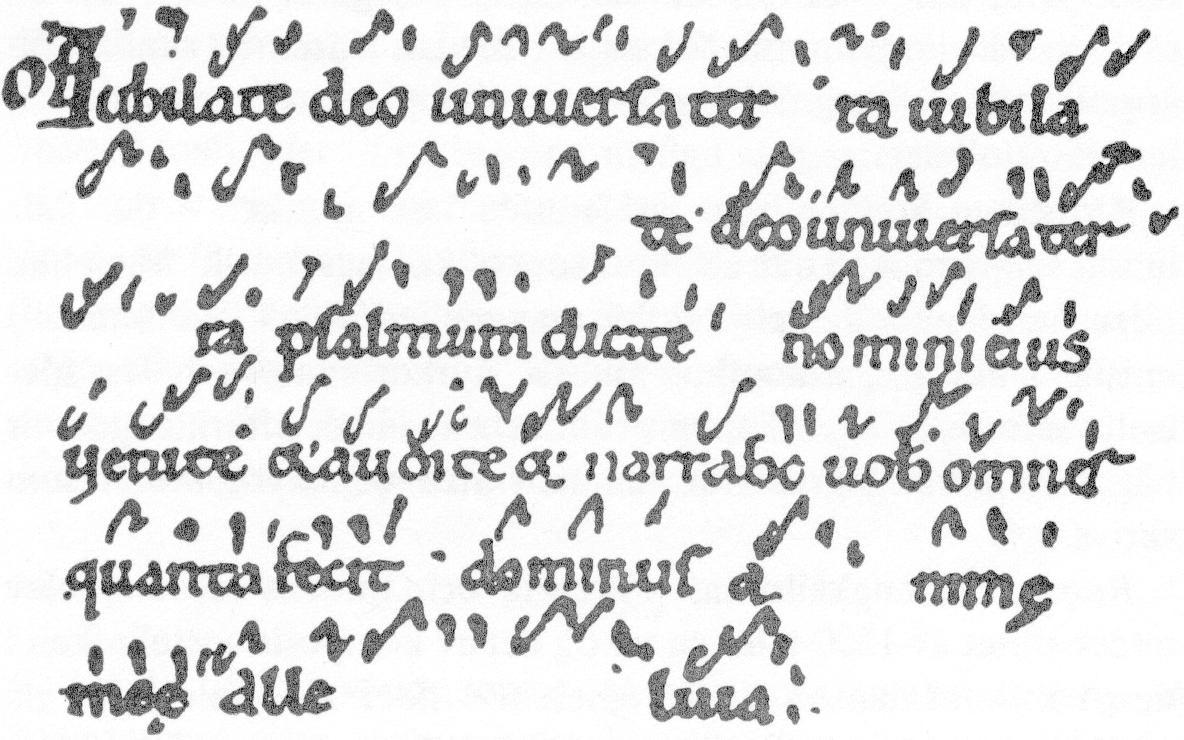
Exempel på tidiga neumer från medeltiden.

Neumer [ˈnεvm-], även [ˈnɔjm-] (av grekiska νεῦμα neuma 'tecken', 'vink') är en medeltida notation för i huvudsak liturgisk sång. Tecknen representerar inte exakta tonhöjder utan endast den melodiska rörelsen. Neumskriften är bara ett minnesstöd för den som redan lärt sig melodin.
De äldsta källorna med neumer är från 800–900-talen, men tidigare fanns så kallade ekfonetiska tecken. Neumerna har sannolikt utvecklats ur cheironomin (av grekiska χείρ cheir 'hand'), dvs. ur körledarens handrörelser. Senare utvecklades diastematiska neumer där även tonhöjden angavs med linjer, vilket sedermera gav upphov till Guido från Arezzos notsystem.

## Historik
Den fornkristna notskriften neumer uppkom sannolikt före 500-talet och bestod av punkter, linjer, accenter, hakar, kurvor och vridna figurer (liknande en nutidens stenografi), vilka genom sin form antydde tonernas ungefärliga längd och sammanfattning till grupper samt genom sitt läge ovanför texten deras ungefärliga höjd eller djup. Sällsamt nog övergav man sålunda den från grekerna hämtade, säkra och fixa bokstavsnotskriften för en notering, som visserligen för ögat erbjöd en åskådligare bild av melodins höjningar och sänkningar, men däremot inte kunde fixera dessa i bestämda toner, varför den endast kunde tjäna sångaren som minne av ett redan bekant stycke, men knappast till säker ledning vid inövning av ett nytt. Emellertid var sångböckerna huvudsakligen avsedda för körledaren, som grafiskt tecknade i luften melodins gång och varjehanda skiftningar. De enklaste neumerna var virga, som betecknade en relativt högre, och punctum, en lägre ton, pes eller podatus, ett stigande intervall, och flexa (clinis, clivis) ett fallande intervall.
Senare tog man även bokstäver till hjälp för att beteckna dels bestämda intervall, dels tempo och styrkegrad, så till exempel i den viktigaste urkunden för kännedomen om denna notation, nämligen det berömda antifonarium i S:t Gallen, som avtrycktes i faksimil av Lambillotte 1851 och vanligen anses härstamma från 700-talet. På 900-talet togs ett viktigare steg till neumernas precisering därigenom, att man tvärs igenom dem drog en röd horisontallinje, förtecknad med bokstaven f (sedermera vår f-klav) och antydande, att alla på denna linje liggande noter hette f. Inte långt efteråt lades till ovanför denna röda linje en gul linje, förtecknad med c (sedermera vår c-klav), som bestämde de på den liggande noterna till tonen c1. Ännu senare (genom Guido Aretino, början av 1000-talet) tillades ytterligare två svarta streck, varjämte neumerna småningom förändrade sin form till spik- och hästskoliknande figurer samt slutligen övergick till den fyrkantiga så kallade nota quadrata eller quadriquarta, som i den gregorianska (omensurerade) koralen tillika med det fyrlinjiga notsystemet alltjämt bibehållits vid sidan av mensuralmusiken.